# Dondestan
Dondestan es el quinto álbum de estudio del compositor inglés Robert Wyatt.

## Lista de canciones
1. "Costa" - 4:39
2. "The Sight Of The Wind" – 4:58
3. "Catholic Architecture" – 5:10
4. "Worship" – 4:50
5. "Shrinkrap" – 3:52
6. "CP Jeebies" – 4:04
7. "Left On Man" – 3:31
8. "Lisp Service" – 2:10
9. "N.I.O. (New Information Service)" – 6:35
10. "Dondestan" – 4:49